# Відок (Опольське воєводство)
Відок (пол. Widok) — село в Польщі, у гміні Ґлубчиці Ґлубчицького повіту Опольського воєводства.